# Sali Tagliamonte
Sali Tagliamonte (...) è una linguista canadese.
La sua principale area di ricerca è la variazione della lingua inglese. Tagliamonte è professoressa ordinaria all'Università di Toronto dal 2001, dove attualmente ricopre l'incarico di preside del Dipartimento di Linguistica e di titolare della cattedra in "Cambio e variazione della lingua inglese". Tagliamonte è stata anche Visiting Professor al Dipartimento di Linguistica all'Università di York. Ha scritto numerosi testi nella sua materia, concentrandosi in particolare sulle variazioni dell'inglese parlato in Ontario e su quelle del linguaggio usato dai giovani.

## Pubblicazioni
- Sali A. Tagliamonte. (2006) Analysing Sociolinguistic Variation. Cambridge: Cambridge University Press.
- Sali A. Tagliamonte. (2012) Variationist Sociolinguistics: Change, Observation, Interpretation. Wiley-Blackwell Publishers.
- Sali A. Tagliamonte. (2013) Roots of English: Exploring the History of Dialects. Cambridge: Cambridge University Press.
- Sali A. Tagliamonte. (2016) Teen Talk: The Language of Adolescents. Cambridge: Cambridge University Press.